# Ordgarius clypeatus
Ordgarius clypeatus là một loài nhện trong họ Araneidae.
Loài này thuộc chi Ordgarius. Ordgarius clypeatus được Eugène Simon miêu tả năm 1897.